# Tropheops tropheops
Tropheops tropheops — вид риб родини цихлових. Належить до монотипового роду Tropheops. Ендемік озера Малаві (Центральна Африка). Використовується в акваріумістиці.